# 与那国島海底地形

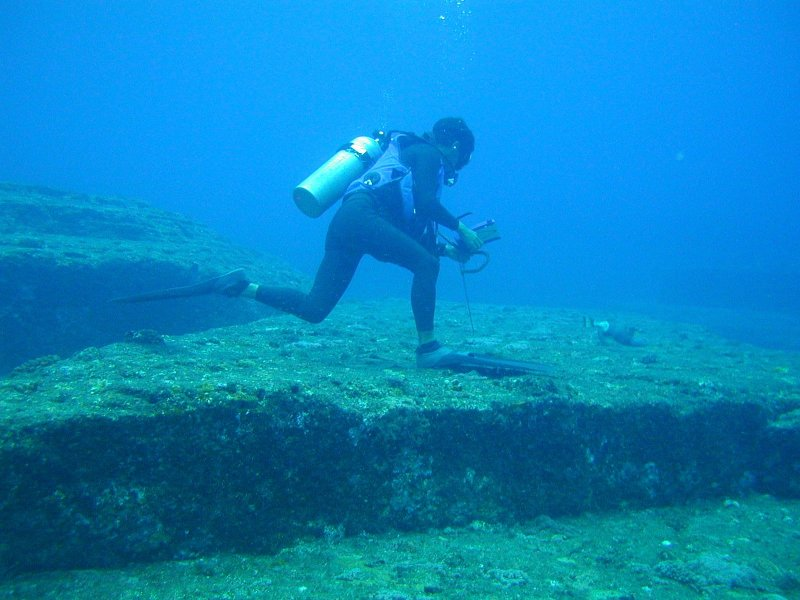
与那国島海底地形

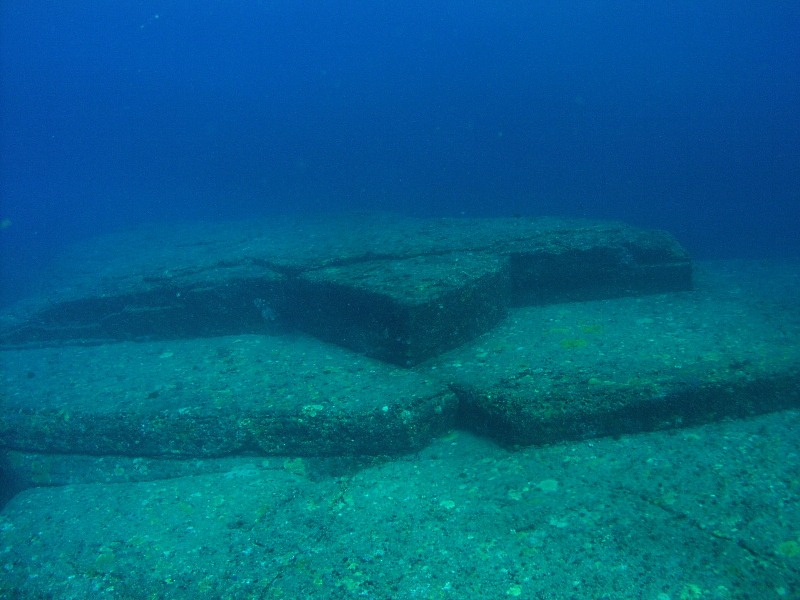
与那国島海底地形
「亀の岩」と呼ばれる地形

与那国島海底地形（よなぐにじまかいていちけい）は、1986年に八重山諸島の与那国島（沖縄県八重山郡与那国町）南部の新川鼻沖の海底で発見された海底地形である。東西約250ｍ、南北約150ｍ、高低差約25ｍに及ぶ巨大な石の神殿のような構造をしている。
人為的に加工された海底遺跡と考える説もあり、この立場からは与那国海底遺跡、与那国島海底遺跡とも呼ばれる。ただし、水中考古学や地形学の専門家の大半はこの説に否定的であり、東京海洋大学教授の岩淵聡文は「学術的には、人工の構造物ではないことで既に決着している」と語っている。

## 概要
1986年に、地元のダイバーによって島の南側海底に巨大な階段構造が発見され、「遺跡ポイント」と名づけられた。その後も、発見したダイバーによる調査が続けられ、1995年1月1日に琉球新報をはじめとする地元紙に大きく取り上げられて広く注目を集めるようになった。
1992年以来、琉球大学理学部教授であった（現在は同大学名誉教授）木村政昭を中心として調査が行われ、1998年には沖縄県文化局に「遺跡発見届け」が提出されているが、沖縄県では、人が関与した痕跡があると判断できないとの理由で、遺跡として認定していない。
与那国町長は2016年3月に、学術的調査を行った上で、国の史跡、世界遺産、ジオパークへの登録への取り組みを検討することを表明しており、同年10月から調査が実施されている。
観光的には、「遺跡ポイント」と呼ばれ人気のあるダイビング・スポットであり、自然地形であるか遺跡であるかはさておき、与那国島の貴重な観光資源となっている。

## 成因
この地形の成因については、以下の通り、自然地形であるとする立場と、人工的な構造物であるとする立場からのいくつかの説がある。しかし、そもそも遺跡説が考古学や地質学関連の学会で提示されていないこともあって、両者の立場からの議論は沖縄県内の学者によるものにとどまっており、関連学会においては学術的検討の俎上にも載せられていない状況である。
琉球大学理学部教授の中村衛や元沖縄県埋蔵文化センター所長の安里嗣淳らの複数の学者は自然地形説を採っている。
人工的な構造物説を日本国内の学会において発表しているのは木村政昭らのグループのみであり、しかも、その学会も考古学や地質学を専門とするものではない。木村に対しては、考古学的・地質学的調査が未実施、論文発表がない、学会外における報告書や出版物で精確な調査データを提出していない、図面を不正確に加工しているという批判がある。

### 自然地形説
上記の通り、中村衛や安里嗣淳らの複数の学者は自然地形説を採っている。
木村によって2007年に主張された3,000-2,000年前に形成されたとする説に対して、東アジアを専門とする考古学者でブリティッシュコロンビア大学教授のリチャード・ピアソンは、与那国島では焚火跡、石器、土器を含む紀元前2500年 - 2000年の小規模な居住地の遺跡が発見されているが、その住民には石造記念物を建造する余力はなかったであろうとの見解を示している。

#### 侵食説
岩が侵食されてできた自然地形であるとする説で、その理由は以下のものである。
- この岩はもともと侵食されやすい種類のものであり、垂直や水平の階段状の部分は、マグマの冷却時に規則的な亀裂が発生し、それに沿って岩石が侵食される「方状節理」という現象で説明できる。階段状部分の高さがまちまちであり、高いところでは1段につき1m以上もあることなどからも、人工の構造物ではなく節理による自然地形とする見方が裏付けられる。穴はへこんだ部分に石が入り込み、潮流によって回され、周りの石材を削りだしたもの（ポットホール）で、河川ではよく見られる光景と同じである。
- 地上にあった遺跡が海没したとする場合、一定期間（数百 - 数千年間）波打ち際で波による侵食を受けたと考えられるが、そのような痕跡は見られない。
- 地形が「人工物のように見える」という以外に古代文明があった証拠が希薄である。
- 「遺跡」は東南方向に沿って垂直に10 - 15度傾いている。これは200万年以上前に形成された八重山断層群に沿った傾斜であり[16]、「遺跡」が造られた後に傾いたものではない。また、傾斜があるのは人工物としては不自然であり、施設として考えた場合に実用性が疑わしい。

### 遺跡説
木村は、遺跡である理由として以下の点を指摘している。
- 道路、石組み、敷石、排水溝などと推定される地形、巨石の組み合わせが存在する。
- クサビを打ち込んだような20 - 30cm間隔で並ぶ竪穴跡がある。侵食で形成される形ではない(実際は穿孔性生物の巣穴だと確認されている)。
- 周囲を壁面で囲まれた平面が形成されているが、通常の侵食ではそのような地形はできない。
- テラス状の地形は、左右対称であり、加工跡をともなっている。
- 垂直壁面が自然崩落で形成された場合、壁面の直下に岩石片が堆積していなければならないが壁面の直下に岩石片の堆積がない。

#### 古代文明遺跡説
かつて古代文明がこの地に存在し、何かに使用した建物であるとする説。
「遺跡」であれば、水没したのは動植物の分布や鍾乳石から、前回の氷期が終わって海面が上昇したときであるとの説があり、これが事実ならば、1万年以上前の世界最古の古代遺跡ということになる。発見者である新嵩喜八郎主催の与那国海底遺跡博物館のウェブサイトでも、約1万年前に海面上昇により水没したことがはっきりしてきたと主張されている。
木村は、当初遺跡の年代を4,000 - 2,400年前とし、その後、1万年以上前、6,000年前頃と年代の主張を再三転じていたが、2007年には3,000 - 2,000年前に形成されたとする説を唱えている。

#### 石切り場説
施設を作るために石を切り出す場所であったとする説。この説によれば、階段状に直角に切り出されている部分は説明がつくが、切り出した石の行方が説明できない、という主張がある。

#### 中世遺跡説
古代文明遺跡説に対して、比較的新しい時代の遺跡とする説。
2005年から2006年にかけて、遺跡の全貌の把握ならびに年代特定のために、琉球大学主催で本格調査が実施された。そして、採集した遺跡のサンプルから年代の特定が行われた結果、遺跡が水没した年代は、10世紀後半から11世紀前半にかけての時代であることが判明したと主張されている（論文・報告書は未公刊のため、この主張の客観的検証は現時点では不可能）。
これが事実であれば、1万年以上前の古代遺跡とする説は否定され、古代文明も存在しなかったことになる。琉球史では、遺跡が水没したとされる時代の資料が非常に少なく、南西諸島における地殻変動の記録も未だ見つかっていないため、結論は出せない状況である。

### 自然地形加工説
地質学者でボストン大学准教授のロバート・ショックは、この地形は人工物と考えることは困難であり、基本的に自然のものであるが、崇拝の対象とされ、人によって加工された可能性はあるとの説を唱えている。すなわち、与那国島で太古に人間が生活していた痕跡が認められていないと留保しつつも、海底地形は少なくとも95％以上は自然のものであるが、ヨーロッパにおける洞窟壁画と同様に古代人がそれに手を加えた（touched up）ことはありうるとし、紀元前8000年代には与那国島は北回帰線（夏至線）に非常に近い位置にあったため、この地形はおそらく天文学的にこれに整列する神殿（shrine）であったのだろうと指摘している。

## 調査及び保護
1992年、1994年の予備調査を経て、1997年から1999年にかけて7度にわたり、調査が行われた。2002年には、水中テレビロボを用いた調査も行われている。
水中ロボットの研究を行っている東京大学生産技術研究所・海中工学研究センター浦研究室も、2005年に調査を行っている。

### 文化財指定に向けた調査事業
与那国町長の外間守吉は、海底地形の保護のために、2005年には水中文化遺産条例の制定、2010年にはユネスコの水中文化遺産への登録に言及していた。2015年8月15日には、参議院議員秋野公造らが与那国島を訪れて潜水して視察を行った後に、与那国町教育長と意見交換し、ジオパークや水中文化遺産等として保護ができないかと語っている。
外間は、2016年3月には、学術的調査を行った上で、国の史跡、世界遺産、ジオパークへの登録への取り組みを検討することを表明。与那国町は2016年10月13日に文化財指定に向けて学術的評価を行う調査事業に着手した。この調査事業では、2016年度内に2回の検討会議を開き、文化財的な価値があると判断された場合は2017年度以降に本格的な調査を実施する方針とされた。同日には木村や琉球大学教育学部准教授で地球科学を専門とする尾方隆幸らが半潜水艇で海底地形を見学した結果、尾方は「90％以上は自然の地形であり、東崎や軍艦岩等の陸上の地形の連続だとほぼ確信した」との見解を示している。翌10月14日に行われた第1回検討会議では、出席した専門家は保護すべきとの意見で一致した。木村は「人工物か自然かは別にしても保護すべき地形だ。」と述べた。尾方はジオパークとしての保護に触れ、与那国町教育委員会の出席者は天然記念物の緊急調査事業を紹介し、いずれも自然地形としての保護を前提とした発言を行った。九州大学大学院地球社会統合科学府教授の菅浩伸も「非常に特徴的な地形」との見解を示した。